# Kazachi (Krylovskaya, Krasnodar)
Kazachi (del ruso: Казачий) es un jútor del raión de Krylovskaya del krai de Krasnodar de Rusia. Está situado 3 km al oeste de la confluencia del río Yeya y su afluente el Ploskaya, 11 km al este de Krylovskaya y 165 km al nordeste de Krasnodar, la capital del krai. Tenía unos 200 habitantes.Tenía 234 habitantes en 2010
Pertenece al municipio Krylovskoye.